# Buchsbach
Der Buchsbach ist ein fast acht Kilometer langer Bach im Landkreis Heilbronn im nördlichen Baden-Württemberg, der nach anfangs südwestlichem, dann länger südlichem Lauf beim Wohnplatz Buchsmühle der Gemeinde Hardthausen am Kocher von rechts in den unteren Kocher mündet. Sein oberes und mittleres Tal wird Langer Grund genannt.

## Geographie

### Verlauf
Der Buchsbach entsteht im großen Waldgebiet Harthäuser Wald nahe der Wasserscheide des Kochers zur Jagst auf etwa 308 m ü. NHN am Rande der den Widderner Wohnplatz Seehaus umgebenden Lichtung Seehausspitzen. Der nahe dem an der L 1041 stehenden Einzelanwesen beginnende Lauf zieht zunächst in der schon etwas weiter aufwärts einsetzenden Talmulde Langer Grund südwestwärts und nimmt noch beim Seehaus den Abfluss einer zur Trinkwasserversorgung genutzten Quelle am flachen rechten Hang auf, passiert den angelegten kleinen Herbert-Bopp-See am rechten Ufer und tritt dann bald über die Gebietsgrenze des Landstädtchen Widdern zur Gemeinde Hardthausen am Kocher hinweg in den Wald ein.
Dort setzt bald der Durchfluss aus, sogar der Bachlauf verliert sich, der Lange Grund wird so auf einem Abschnitt zum Trockental. Etwas nachdem er von der K 2130 nach Lampoldshausen im Süden gequert wird, führt der Eichelbach dem Buchsbach von rechts wieder Wasser zu. Ab diesem Bachzufluss zieht sich im langsam auf Südlauf wechselnden Tal am rechten Hang das Gelände des DLR-Testzentrums entlang, das nach einem weiteren rechten Zufluss rund einen Kilometer weiter abwärts endet, worauf der Buchsbach nach der Bachquerung der K 2131 südwärts läuft.
Auf den nächsten zweieinhalb Kilometern laufen ihm meist von der linken Seite einige Waldklingenbäche zu, die alle weniger als einen Kilometer lang sind. Dann mündet von Nordwesten sein mit über zwei Kilometern Länge größter Zufluss Michelbach. Die Grenze des Waldes, der auf der östlichen Höhe schon eine Weile an den oberen Hangknick herangerückt ist, kommt nun auch rechtsseits der Talmulde näher. Dann öffnet sich Tal selbst in der Weise, das nunmehr immer zumindest ein Talhang unbewaldet bleibt. Weitere kurze Zuflüsse laufen von rechts und links zu.
Schließlich durchläuft der Bach das Gelände des Buchsmühle, eines Wohnplatzes des Hardthausener Ortsteils Gochsen, tritt ins Flusstal über und mündet dann gleich von rechts und Norden auf etwa 167 m ü. NHN wenig vor dem Dorf Gochsen in den unteren Kocher.
Der Buchsbach mündet nach einem einschließlich des Trockentalabschnitts 7,7 km langem Lauf mit mittlerem Sohlgefälle von etwa 18 ‰ rund 141 Höhenmeter unterhalb seines Ursprungs am Seehaus.

### Einzugsgebiet
Der Buchsbach hat ein 13,9 km² großes Einzugsgebiet, das naturräumlich gesehen fast zur Gänze im Unterraum Hardthäuser Wald der Westlichen Kocher-Jagst-Ebenen liegt; ein sehr kleiner mündungsnaher Teil wird zum Unterraum Kocherplatten und Krumme Ebene der Hohenloher und Haller Ebene gerechnet. Nur etwa ein Viertel des Gebietes, überwiegend auf den Höhen beidseits des unteren Tals, ist offen, der Rest liegt im großen Waldgebiet Harthäuser Wald (!), darin liegen an der nördlichen Wasserscheide die größten Höhen mit bis 338 m ü. NHN im Waldgewann Allmendschlag von Widdern.
Reihum grenzen die Einzugsgebiete der folgenden Nachbargewässer an das des Buchsbaches:
- Jenseits der nördlichen Wasserscheide entwässern die Bäche aus der Kalten Klinge und einer weiteren Waldklinge zur Jagst, ehe diese selbst das nächste Gewässer ist und zuletzt der Bach aus der Zwieklinge noch höher zur Jagst strebt;
- hinter der nordöstlichen  Scheide läuft der gegenüber diesen längere Fischbach zum Kocher;
- im Osten führt der Steinbach den Abfluss eines anderen großen Teils des Waldgebietes südwärts zum Kocher;
- im Südosten zwängt sich zwischen dessen Entwässerungsgebiet und das des Buchsbachs das kleine des Messbachs, der wenig aufwärts von diesem den Kocher erreicht;
- im Westen zieht, nun unterhalb des Buchsbachs, der Rossbach ebenfalls südwärts zum Kocher, ehe auf nur kurzer Strecke jenseits das Einzugsgebiet des am Oberlauf Osterbach genannten Kocherzuflusses Merzenbach angrenzt;
- schließlich laufen jenseits der nordwestlichen Wasserscheide der Kressbach und die eher kurzen Gewässer Ernsteinbach, Büttenbach und der Bach aus der Baierklinge nun wiederum zur Jagst.

Der überwiegende Anteil des Einzugsgebietes liegt in den drei Ortsteilgemarkungen Lampoldshausen, Gochsen und Kochersteinsfeld der Gemeinde Hardthausen am Kocher. Kleine Randanteile gehören zu den Gebieten der Kleinstädte Neudenau und Möckmühl im Nordwesten und der Landstadt Widdern im Norden; alle Kommunen liegen im Landkreis Heilbronn. Die einzigen Siedlungsplätze darin sind das Widderner Seehaus am Ursprung, das DLR-Gelände im Lampoldshausener Waldteil rechtsseits des Oberlaufs und der Gochsener Wohnplatz Buchsmühle kurz vor der Mündung, die alle am Lauf liegen, und fern des Ufers zwei Lagergebäude neben der A 81i m Möckmühler Gebietsanteil sowie ein mündungsnaher kleiner Siedlungszwickel von Gochsen auf der rechten Randhöhe.

### Zuflüsse und Seen
Hierarchische Liste der Zuflüsse und  Seen, jeweils von der Quelle zur Mündung. Gewässerlänge, Seefläche, Einzugsgebiet und Höhe nach den entsprechenden Layern auf der Onlinekarte der LUBW. Andere Quellen für die Angaben sind vermerkt.
Auswahl.
Ursprung des Buchsbachs auf etwa 308 m ü. NHN bei Widdern-Seehaus neben der L 1047. Der Bach fließt zunächst südwestwärts durch den Langen Grund und versickert in diesem bald, um erst wieder ab dem Zufluss des Eichelbachs Wasser zu führen.
- Passiert den Herbert-Bopp-See auf etwa 300 m ü. NHN rechts am Ufer am Südrand der Rodungsinsel um Seehaus, 0,3 ha.
- (Bach aus dem Tengelbach), von links und Ostsüdosten auf etwa 284 m ü. NHN in der ersten Tallichtung nach dem Waldeintritt, ca. 0,8 km[LUBW 6] und ca. 0,5 km². Entsteht auf etwa 310 m ü. NHN im Waldgewann Tengelbach, das er daraufhin durchläuft.
- (Bach aus der Tränkstube), von rechts und Nordosten auf etwa 267 m ü. NHN kurz nach der Querung des Langen Grundes durch die K 2130 nach Lampoldshausen, ca. 0,8 km[LUBW 6] und ca. 0,4 km². Entsteht auf etwa 313 m ü. NHN im Waldgewann Tränkstube nahe einem Windrad.
- Eichelbach, von rechts und Norden auf etwa 255 m ü. NHN am DLR-Gelände, das bis zum nächsten rechten Zufluss den rechten Hang einnimmt, 1,0 km und ca. 0,8 km². Entsteht auf etwa 307 m ü. NHN nahe der K 2130 nach Lampoldshausen.
- (Bach aus dem Müllershau), von rechts und Nordwesten auf etwa 238 m ü. NHN am Ende des DLR-Geländes, 0,9 km und ca. 0,7 km². Entspringt auf etwa 285 m ü. NHN im Waldgewann Müllershau zwischen der A 81 und dem Testzentrum.
Ab diesem Zufluss läuft der Buchsbach südwärts.
- (Bach aus dem Kellerhau), von links und Osten auf etwa 236 m ü. NHN wenig nach dem vorigen, ca. 0,5 km[LUBW 7] und über 0,2 km². Entsteht auf etwa 283 m ü. NHN im Waldgewann Kellerhau.
- Nonnenhölzlebach, von links und Osten auf etwa 223 m ü. NHN nach der Talquerung der K 2131, 0,7 km und ca. 0,5 km². Entsteht auf etwa 279 m ü. NHN im Waldgewann Nonnenhölzle unweit der über den rechten Seitentalhang ansteigenden K 2131.
- (Bach aus der Felsklinge), von links und Osten auf etwa 217 m ü. NHN in einer Tallichtung, 0,5 km und ca. 0,3 km². Entsteht auf etwa 265 m ü. NHN kurz vor dem Rand des Waldgewanns Felsklinge beim Hardthausener Aussiedlerhof Felsklinge.
- Michelbach, von rechts und Nordwesten auf 205,8 m ü. NHN[LUBW 8], 2,2 km und ca. 1,9 km². Entspringt auf über 265 m ü. NHN dem Trüben Brunnen an der Stadtgrenze von Neudenau zu Hardthausen.
  - (Anderer Oberlauf), von links und Norden auf etwa 263 m ü. NHN im Waldgewann Haberwiesen, ca. 0,6 km[LUBW 7] und ca. 0,4 km². Entsteht auf etwa 276 m ü. NHN im Waldgewann Trüber Brunnen im Gebietszipfel von Möckmühl nahe der Ausfahrt Möckmühle der A 81. Unbeständig.
  -  Durchfließt in einer mündungsnahen Tallichtung zwei Teiche kurz nacheinander auf etwa 215 m ü. NHN, zusammen wenig über 0,2 ha.
- Altenbach, von links und Osten auf etwa 204 m ü. NHN, 0,6 km und ca. 0,8 km². Entsteht auf etwa 242 m ü. NHN am Beginn der begleitenden Baumgalerie am Feldgewann Krumme Äcker.
- Platzholzbach, von links und Osten auf etwa 197 m ü. NHN kurz vor dem folgenden, 0,7 km und ca. 0,5 km². Entsteht auf etwa 242 m ü. NHN am Feldgewann Bernhardstal.
- Zwirbelbach, von rechts und Ostnordosten auf etwa 197 m ü. NHN am Beginn der dauerhaft wenigstens einseitig offenen Talflur, 0,5 km und ca. 0,4 km². Entsteht auf etwa 235 m ü. NHN am Waldrand im Gewann Zwirbel.
- (Bach aus der Beiklinge), von rechts und Ostnordosten auf etwa 186 m ü. NHN gegenüber der Katzenhälde, 1,0 km und ca. 0,5 km². Entsteht auf etwa 238 m ü. NHN der Sauquelle an der K 2012.

Mündung des Buchsbachs von rechts und Norden auf etwa 167 m ü. NHN bei Hardthausen am Kocher-Buchsmühle unteren Kocher. Der Buchsbach ist einschließlich des Trockentalabschnitts am Oberlauf 7,7 km lang und hat ein 13,9 km² großes Einzugsgebiet.

## Geologie
Die höchste mesozoische Schicht, die im Einzugsgebiet auftritt, ist der Gipskeuper (Grabfeld-Formation), er tritt in einer winzigen Schichtinsel am rechten Trauf des Obertals zwischen Seehaus und dem DLR-Geländes auf und viel weiter abwärts in etwas größeren Umfang um den Aussiedlerhof Felsklinge und an der oberen Talflanke im Platzholz südlich der Platzholzbach-Klinge. Meist ist die höchste Keuper-Schicht rechts und links über der Talmulde jedoch der große Flächen einnehmende Lettenkeuper (Erfurt-Formation). In dieser selbst hat sich der Bach schon nach weniger als einem Kilometer bis in den Oberen Muschelkalk eingegraben, der an den Unterhängen dann bis zu dessen Ende am Kochertalrand ansteht.
Über den Talhängen sind die Keuperschichten weithin von Lösssediment aus quartärer Ablagerung bedeckt, das den größten Teil der Fläche des Einzugsgebietes einnimmt. Der Grund des Tals und zumindest der unteren Seitentäler sind mit im Holozän eingeschwemmtem Material erfüllt, im Haupttal beginnt nach gröberem Sediment das Auenlehmband nach dem Forschungszentrum und ebenfalls sehr weit oben im größten Nebental des Michelbachs.
Drei kurze von Südost nach Nordwest streichende Störungen mit verschiedener Abtreppung queren das Obertal zwischen Seehaus und dem DLR-Zentrum.
Nahe der mittleren Störung sind drei größere Dolinen als Geotope ausgewiesen. Auch an etlichen anderen Stellen beidseits des Oberlaufs gibt es Dolinen, die wie das Versickern des Baches im oberen Langen Grund die Verkarstung des Muschelkalk im Untergrund anzeigen.

## Natur und Schutzgebiete
Der Bach beginnt seinen zunächst grabenartigen Lauf bei Seehaus, wo er abschnittsweise von kleinen Feldgehölzen begleitet ist. Im anschließenden Wald fließt er natürlicher und bis zu zwei Meter breit über lehmiger bis steiniger Sohle, stellenweise hat seine Kerbe dort Prallhänge. Wenige Meter nach dem Übertritt auf die Hardthausener Gemeindegemarkung versickert er in dolinenreicher Umgebung in einem Ponor. Danach ist seine Talmulde Langer Grund zwischen den Waldgewannen Tengelbach und Breitfeld links sowie Tränkstube rechts ein gutes Stück lang Trockental, ebenso das Untertal seines ersten linken Zuflusses aus dem Gewann Tengelbach. Auf dem Talgrund zieht sich dabei nach der Querung der K 2130 ein schmaler Wiesenstreifen bis zur Einmündung des Seitentals des Eichenbachs von Norden, der schon weit oben Wasser führt und wie in der Folge auch der Buchsbach von einer von Schwarzerlen dominierten Ufergalerie begleitet ist. Das Bachbett ist auf dem folgenden Abschnitt bis nach dem DLR-Gelände bis zu drei Meter breit, es mäandriert immer mehr und ist zuletzt deutlich in den Talgrund eingeschnitten.
Danach wird der Bach bis zu vier Metern breit, mäandriert stark und hat wie zuvor lehmiges bis gerölliges Sediment, mehr und mehr zeigen sich im Bachbett auch Felsplatten des Muschelkalks. An den Prallhängen gibt es bis zu vier Meter hohe Lehmwände mit Brutröhren der Wasseramsel, seitlich liegen mancherorts Altarme in der Aue. Im Waldbereich stehen dominant Eschen am Ufer, später im offenen Abschnitt Erlen und Eschen. Am Buchsbach wurde in jüngerer Zeit (2020) der Biber gesichtet, vor längerer Zeit (1998) auch die Ringelnatter, auch Salamander leben in den feuchten Auen des Gewässers.
Im großen Seitental des Michelbachs stoßen einige Quellen auf, von denen der Hahnenbrunnen und die Hörnlequelle zur Trinkwasserversorgung genutzt werden, weshalb ein ungefähr das Teileinzugsgebiet des Michelbachs umfassendes Wasserschutzgebiet eingerichtet wurde. Auch der Quelle bei Seehaus wird Trinkwasser entnommen, weshalb ein großer Teil des Widderner Gebietsanteils ebenfalls Wasserschutzgebiet ist. Zwei weitere solche umfassen neben Anteilen außerhalb auch Randbereiche des Buchsbach-Einzugsgebietes.

## Geschichte
Nahe dem Nordrand durchquert bei Seehaus die Trasse der Hohen Straße zwischen Kocher und Jagst das Einzugsgebiet, ein schon vorgeschichtlicher Höhenweg zwischen den beiden Flüssen, der sich nahe an ihre Wasserscheide hält.

### LUBW
Amtliche Online-Gewässerkarte mit passendem Ausschnitt und den hier benutzten Layern: Lauf und Einzugsgebiet des Buchsbachs

Allgemeiner Einstieg ohne Voreinstellungen und Layer: Daten- und Kartendienst der Landesanstalt für Umwelt Baden-Württemberg (LUBW) (Hinweise)
1. 1 2 3 4  Höhe nach dem Höhenlinienbild auf dem Hintergrundlayer Topographische Karte.
2. 1 2  Länge nach dem Layer Gewässernetz (AWGN).
3. 1 2  Einzugsgebiet nach dem Layer Basiseinzugsgebiet (AWGN).
4. ↑  Seefläche nach dem Layer Stehende Gewässer.
5. ↑  Einzugsgebiet abgemessen auf dem Hintergrundlayer Topographische Karte.
6. 1 2  Länge nach der Biotopkontur auf dem Layer Biotop abgemessen auf dem Hintergrundlayer Topographische Karte.
7. 1 2  Länge abgemessen auf dem Hintergrundlayer Topographische Karte.
8. ↑  Höhe nach grauer Beschriftung auf dem Hintergrundlayer Topographische Karte.
9. ↑  Höhe nach schwarzer Beschriftung auf dem Hintergrundlayer Topographische Karte.
10. ↑  Als Geotope ausgewiesene Dolinen nach dem einschlägigen Layer.
11. ↑  Dolinen sind eingetragen im Layer Biotop.
12. ↑  Schutzgebiete nach den einschlägigen Layern, Natur teilweise nach dem Layer Biotop.

### Andere Belege
1. ↑  Wolf-Dieter Sick: Geographische Landesaufnahme: Die naturräumlichen Einheiten auf Blatt 162 Rothenburg o. d. Tauber. Bundesanstalt für Landeskunde, Bad Godesberg 1962. → Online-Karte (PDF; 4,7 MB)
2. ↑  Geologie nach den Layern zu Geologische Karte 1:50.000 auf: Mapserver des Landesamtes für Geologie, Rohstoffe und Bergbau (LGRB) (Hinweise)